# Jogo do Poder
Jogo do Poder é um programa de televisão brasileiro, veiculado pela Rede CNT, da família Martinez, apenas em versão regional. O Jogo do Poder Nacional era apresentado inicialmente pelo jornalista Carlos Chagas e exibido pela Rede Manchete na década de 1990, sempre aos domingos as 23:30. Depois da falência da Manchete, em 21 de janeiro de 2003, passou a ser exibido pela CNT até 2007, quando foi iniciada a parceria da emissora com a TV JB, de Nelson Tanure. Carlos Chagas encerrou sua participação no Jogo do Poder e foi contratado pelo SBT.
A atração voltou ao ar pela Central Nacional de Televisão (CNT) em 2008, na versão nacional e regional, às quartas-feiras e domingos, respectivamente. O nacional era apresentado por Alon Feuerwerker, que deixou o programa, e, em 2 de maio de 2011, passou a ser apresentado pelo deputado Celso Russomanno, sempre direto dos estúdios de Brasília.
Em 2012, Celso vai para a Rede Record e José Marcelo dos Santos é chamado para apresentar o programa.
Em 2014, após deixar o SBT, onde comentava política nos telejornais da casa, Carlos Chagas volta a CNT para comandar o Jogo do Poder ao lado de José e também participar do CNT Jornal, agora feito da capital federal, com Vanessa Vitória. Atualmente o programa acrescentou o nome "notícias" no final.
Em 29 de dezembro de 2016, o programa deixou de ter a participação de Carlos Chagas, já que ele deixou tanto a CNT como se aposentou da televisão.
Em julho de 2019, a edição nacional do Jogo do Poder é encerrada pela Central Nacional de Televisão.
Em maio de 2025, a Rede CNT anunciou o retorno da edição nacional do Jogo do Poder à sua grade de programação. A nova fase do programa será aos domingos, às 22h00, com novo formato e foco em entrevistas e análise política.

## Edições Locais
O Jogo do Poder também tem versões locais, trazendo informações sobre a política dos estados.
- Jogo do Poder RJ, apresentado pelo jornalista Ricardo Bruno.[3]